# Scherz, List und Rache
 (octobre 2023).
Si vous disposez d'ouvrages ou d'articles de référence ou si vous connaissez des sites web de qualité traitant du thème abordé ici, merci de compléter l'article en donnant les références utiles à sa vérifiabilité et en les liant à la section « Notes et références ».
Personnages
- Scapin (ténor)
- Scapine (soprano)
- Doktor (baryton)

Scherz, List und Rache (Plaisanterie, ruse et vengeance) opus 1 est un opéra-comique en un acte de Max Bruch. Il s'agit d'une adaptation d'un Singspiel de Goethe. Sa création a eu lieu le 14 janvier 1858 à Cologne.
L'ouverture est écrite pour piano à quatre mains. Le reste de l'opéra est écrit pour un piano à deux mains.

## Intrigue
L'intrigue se passe en France au XVIIe siècle. Scapin et Scapine, qui ont été lésés dans une histoire d'héritage par un docteur rusé et avide, forgent un plan pour récupérer l'argent. Scapine fait semblant de souffrir de mélancolie et de folie, et demande de l'aide au médecin. Ce dernier commence à préparer aussitôt un élixir pour la guérir. Pendant que le vieux charlatan travaille à son remède, son gardien - qui n'est autre que Scapin déguisé en infirme  - donne l'alarme pour un incendie. Scapine échange rapidement la mixture par de l'arsenic et simule une mort par empoisonnement lors du retour du docteur. Le médecin, très embarrassé, propose 50 ducats à Scapin pour éloigner le cadavre. Pour couronner le tout, Scapine apparaît la nuit au médecin comme si elle était ressuscitée d'entre les morts et lui extorque encore 50 ducats supplémentaires.